# 支払
支払（しはらい、英: payment）とは、金銭債務の弁済のために金銭またはそれに相当するものを給付すること。
支払手段として債権者に引き渡されるものが一定の価値を表章しているものとして社会通念上認められているもの（取引上法貨と同様に取り扱われているもの）であれば弁済となるが、そうでないものであるときは本来の給付には当たらず代物弁済となるため債権者の同意が必要となる。

## 支払手段
法貨
法貨には強制通用力がある。
郵便為替
取引上、郵便為替は一般に法貨と同様に取り扱われているものと認められるため郵便為替の送付は弁済の提供にあたる。
郵便振替貯金払出証書
郵便振替貯金払出証書の送付も弁済の提供にあたるとされている（大判大正9・2・28判決）。
小切手
小切手のうち銀行振出自己宛小切手（預手）の送付は弁済の提供にあたるとされている（最判昭和37・9・21判決）。いわゆる日銀小切手も取引上現金と同様に扱われている。このほかの小切手は銀行の支払保証ある小切手のように支払確実であること明白なものを除いて、当事者間の特別の意思表示または取引上の慣習がない限り、交付があっただけでは有効な弁済の提供とはならないとされている。原則として小切手の発行・授受だけでは本旨弁済とはならず、小切手の支払があったときに原債務は消滅する。ただし、例外的に当事者間で「弁済に代えて」小切手授受が行われた場合は代物弁済となるとされている。
銀行振込
ドイツの通説・判例では銀行振込による履行は代物弁済であり債権者の承諾が必要とされている。日本では銀行振込は現金の支払と同様の扱いがなされているが、相殺の可能性など受取人にとって現金払いにはない不利益のリスクがあることから代物弁済とみる学説がある。しかし銀行振込により債権者に引き渡される預金債権も社会通念上法貨と同等の支払手段として認められているとする学説もある。